# Pearly-Dewdrops' Drops
 (août 2021).
Pearly-Dewdrops' Drops est un morceau du groupe écossais Cocteau Twins sorti en 1984 sur l’EP The Spangle Maker. La chanson est écrite par Cocteau Twins, interprétée par Elizabeth Frazer et enregistrée au Rosster Studio à Londres. Il s’agit d’un de leur plus gros succès puisque le morceau atteint la place 29 du UK Singles Chart et la première place du UK Indie Chart.

## Reprise dans la culture populaire
La chanson est présente dans la bande originale du film The Perks of Being a Walflower (Le monde de Charlie en VF).
Elle est également présente dans la scène finale de la mini-série Halston diffusée en 2021 sur la plateforme Netflix.